# 프라이드의 아버지
프라이드의 아버지(Father of the Pride)는 미국의 3D 애니메이션 시리즈이다.

## 참여 인물

### 주연
- 존 굿맨
- 셰릴 하인스
- 대니엘 해리스
- 대릴 사바라
- 칼 라이너
- 올랜도 존스
- 데이비드 허먼

### 조연
- 웬디 맬릭
- 브라이언 스테파넥
- 브라이언 조지
- 앤디 릭터
- 게리 마셜
- 돔 더루이즈
- 로키 캐럴
- 존 디마지오
- 리사 쿠드로
- 제인 린치
- 줄리아 스위니
- 데이비드 스페이드
- 대니 드비토
- 존 디마지오
- 폴리 쇼어
- 트레스 맥닐
- 캐스린 주스틴
- 에디 머피
- 켈시 그래머